# Aylostera mandingaensis
Aylostera mandingaensis es una especie de planta suculenta perteneciente al género Aylostera, dentro de la familia Cactaceae. Es endémica de Bolivia.

## Descripción
Aylostera mandingaensis es una especie de cactus pequeño, de cuerpo esférico, que crece hasta 3 cm de diámetro y 4,5 cm de alto. Tiene la epidermis brillante, de color verde oscuro, con numerosas raíces delgadas y ramificadas. 
Las areolas son ovaladas, de 2,5 mm de largo y 1,5 mm de ancho. Tiene de 15 a 17 espinas radiales, algunas más o menos anguladas hacia afuera y de 1 a 4 espinas centrales. Todas son de color marrón cerca del ápice, con el cuerpo gris parduzco (blanquecino, amarillento o parduzco brillante). Las flores son de color naranja, de 2 a 2,2 cm de largo y de 5 a 6,5 cm de ancho.

## Distribución y hábitat
El área de distribución nativa de esta especie es Bolivia y crece principalmente en biomas desérticos o de matorrales secos.

## Taxonomía
Aylostera mandingaensis fue descrita por Rainer Wahl y Hansjörg Jucker y publicada por primera vez en la revista científica Kakteen und andere Sukkulenten 59: 101 en 2008.

Etimología
- Aylostera: nombre genérico formado a partir de las palabras griegas aulos, transliterado irregularmente como aylos, (que significa 'tubo') y stereos (que significa 'sólido'), en alusión al tubo floral sólido que poseen.[3]
- mandingaensis: epíteto geográfico que hace alusión a la región de Mandinga en Bolivia, lugar donde se descubrió la especie.[4]

## Usos
Se cultiva principalmente como planta ornamental y su propagación se realiza normalmente a través de hijuelos o semillas.